# Томпсон, Джек
Джон Брюс «Джек» Томпсон (англ. John Bruce "Jack" Thompson, род. 25 июля 1951 года) — американский гражданский активист, в прошлом адвокат. Томпсон получил особую известность как организатор кампаний, направленных против компьютерных игр, в частности, изображения в них насилия и секса. В свою бытность адвокатом Томпсон также выступал против других проявлений «непристойности» в массовой культуре, в частности, рэп-музыки и шоу юмориста Говарда Стерна. 

## Биография
Томпсон вырос в Кливленде, штат Огайо, учился в Университете Денисона, Гранвиль. Он привлек внимание прессы, когда вел свое собственное политическое ток-шоу на Университетской радиостанции. Поступил на юридический факультет Университета Вандербильта, где познакомился со своей женой Патрисией.В 1976 году они переехали во Флориду, где Томпсон, работал адвокатом, затем сборщиком средств для христианского служения, начал посещать Пресвитерианскую церковь на острове Ки-Бискейн. 

## Судебные иски против Коллегии Адвокатов Флориды
Томпсон неоднократно подавал в суд иск с требованием признать неконституционной адвокатскую палату штата Флорида, членом которой он сам являлся, а также расследовать направленный против него заговор этой палаты. Позже Верховный суд Флориды описал его заявления как «повторяющиеся, легкомысленные и оскорбительные для суда». В марте 2008 года Верховный суд Флориды наложил санкции на Томпсона, потребовав, чтобы любое из его будущих заявлений в суд должно быть подписано другим членом Коллегии адвокатов Флориды, кроме него самого. В июне 2008 года Верховный суд штата Флорида лишил Томпсона адвокатской лицензии без права восстановления.
В фильме-докудраме «Переломный момент», выпущенном британским каналом BBC в 2015 году, роль Томпсона сыграл актёр Билл Пэкстон.